# Piton de la Source
Pour les articles homonymes, voir Piton (homonymie).
Le piton de la Source est un sommet de montagne de l'île de La Réunion, un département et région d'outre-mer français dans l'océan Indien. Il est situé sur le plateau de la plaine des Cafres à cheval sur le territoire communal du Tampon et celui de La Plaine-des-Palmistes où il culmine à 1 834 mètres d'altitude. Le piton de la Source est bordé au sud par le champ de tir de la Grande Montée et il se trouve dans les limites du parc national de La Réunion. Il est érodé par une multitude de petits ruisseaux qui coulent sur ses pentes. À son pied se trouvent les sources Reilhac.